# Леслі Гедланд
Леслі Гедланд (англ. Leslye Headland, нар. 1980, Меріленд, США) американська режисерка. Найбільш відома за п'єсою та фільмом 2012 року «Холостячки». Вона також створила серіал для Disney+ Аколіт.

## Біографія
Леслі Хедленд народилася у 1980 році, в штаті Мічіган. У 1999 році вона закінчила середню школу Стейплз. У 2002 році отримала ступінь бакалавра драматургії в Школі мистецтв Тіша при Нью-Йоркському університеті.

### Навчання на режисера та кар'єра
Після закінчення коледжу Гедланд шість років працювала асистентом у Miramax, з яких протягом чотирьох років була асистенткою Гарві Вайнштайна.
Потім у 2024 році була найнята студією Дісней, та стала режисером серіалу по Зоряним Війнам, Аколіт.

## Фільмографія
| Рік       |   | Українська назва    | Оригінальна назва   | Роль                |
| --------- | - | ------------------- | ------------------- | ------------------- |
| 2019—2022 | с | Матрьошка           | Russian Doll        | Виконавчий продюсер |
| 2022—2023 | с | Самотня П'яна Жінка | Single Drunk Female | Виконавчий продюсер |
| 2024—2024 | с | Аколіт              | The Acolyte         | Шоураннер           |